# Аркања (Лоди)
Аркања је насеље у Италији у округу Лоди, региону Ломбардија.
Према процени из 2011. у насељу је живело 262 становника. Насеље се налази на надморској висини од 82 м.